# Petr Globočník
Petr Globočník (* 9. října 1982 Litvínov) je český sociální pracovník, od roku 2018 zastupitel města Litvínov, v letech 2020 až 2022 místopředseda Zelených.

## Život
Vyrůstal v Janově u Litvínova v sociálně vyloučené lokalitě. Absolvoval Euroškolu Litvínov a v letech 2004 až 2007 pak obor sociální práce na Střední škole sociální PERSPEKTIVA a Vyšší odborné škole v Pozorce (získal titul DiS.). V letech 2014 až 2018 studoval obor pedagogika volného času na Univerzitě Jana Evangelisty Purkyně v Ústí nad Labem. (získal titul Bc.).
Mezi roky 2010 až 2012 pracoval jako bezpečnostní manažer ve společnosti Mark2 Corporation Czech a mezi roky 2012 až 2013 jako sociální pracovník Oblastní charity Ústí nad Labem. Od roku 2013 byl vedoucím sociálním pracovníkem ve sdružení Romano Jasnica, které nabízí sociální pomoc potřebným v oblasti Trmic u Ústí nad Labem.[ve zdroji nenalezeno] Do roku 2021 působil jako trenér v oddíle SK Bivoj Litvínov.
Petr Globočník žije ve městě Litvínov, konkrétně v části Janov. Mluví anglicky a německy. Aktivně bojuje se zátěží spojenou s těžbou hnědého uhlí. Je členem několika spolků, které se starají o kvalitu veřejného prostoru a propagaci kultury. Nyní se věnuje aktivitám na Sousedském domu Libuše v Janově.

## Politické působení
Je členem Strany zelených od roku 2013, od roku 2017 zastává pozici předsedy strany v Ústeckém kraji. V komunálních volbách v roce 2014 kandidoval jako člen SZ na kandidátce s názvem "Zelení PRO!KRAJ" do Zastupitelstva města Litvínov, ale neuspěl. Je členem Výboru pro životní prostředí a limity těžby.
V krajských volbách v roce 2016 kandidoval jako člen SZ na kandidátce subjektu "Piráti a Strana zelených" do Zastupitelstva Ústeckého kraje, ale rovněž neuspěl. Ve volbách do Poslanecké sněmovny PČR v roce 2017 byl lídrem Zelených v Ústeckém kraji, ale neuspěl.
V komunálních volbách v roce 2018 byl jako člen Zelených zvolen zastupitelem města Litvínov, když úspěšně vedl kandidátku subjektu "Litvínov DO TOHO! - Sdružení Zelených, Pirátů a nezávislých". V lednu 2020 byl zvolen místopředsedou Zelených. V lednu 2022 již funkci místopředsedy strany neobhajoval.

### Politické cíle
Jako hlavní cíl svého politického působení uvádí Globočník zvýšení zájmu veřejnosti a zejména mladých o politickou angažovanost. Chce také napomoci regeneraci Ústeckého kraje, inicioval vznik CHKO Krušné hory, asistoval u útlumu těžby hnědého uhlí a pomáhá při řešení chudoby a problematiky sociálního vyloučení prostřednictvím komunitní práce v sociálně vyloučené lokalitě Janov.[ujasnit]